# Грензувка
Грензувка (пол. Gręzówka) — село в Польщі, у гміні Луків Луківського повіту Люблінського воєводства.
Населення — 941 особа (2011).
У 1975-1998 роках село належало до Седлецького воєводства.

## Демографія
Демографічна структура станом на 31 березня 2011 року:
|          | Загалом | Допрацездатний вік | Працездатний вік | Постпрацездатний вік |
| -------- | ------- | ------------------ | ---------------- | -------------------- |
| Чоловіки | 476     | 115                | 322              | 39                   |
| Жінки    | 465     | 104                | 277              | 84                   |
| Разом    | 941     | 219                | 599              | 123                  |